# Sant Julià de Coaner
Sant Julià de Coaner és una església del poble de Coaner, al municipi de Sant Mateu de Bages (Bages). És una església romànica inclosa en l'Inventari del Patrimoni Arquitectònic de Catalunya i protegida com Bé Cultural d'Interès Local.
Situat al nord de la serra de Castelltallat. S'hi accedeix des de la vila de Súria. Venint de Manresa, cal travessar la població i, abans de tornar a entrar a la C-55, hi ha un trencall a mà esquerra per una pista de terra d'uns 4,5 km. Al final del camí hi trobarem Sant Julià de Coaner i just darrere la torre del castell de Coaner.

## Descripció
L'edifici de l'església romànica-llombarda de planta basilical quadrada, degut a motius d'espai, que presenta tres naus, separades per tres arcs que descansen sobre pilars cruciformes, projectades en tres absis ornats exteriorment per arcuacions llombardes. Destaca el campanar situat als peus de la nau central, de torre quadrada amb finestres geminades en dues cares i senzilles en les altres dues. La decoració externa omple les naus laterals, el frontispici i l'absis. El material utilitzat és el carreu i es pot apreciar que tota la configuració de l'edifici obeeix al sistema de construcció en maó, originari del romànic. L'absis i absidioles laterals es manifesten com el resultat de la prolongació de les tres naus, i compten amb una finestra central. L'absis presenta una doble decoració de finestres cegues i d'arcuacions, mentre que la cornisa està formada per petits nínxols cecs. A les absidioles també es poden observar decoracions d'arcs cecs llombards treballats en unitats de dos. El treball de decoració, però, és rústec. L'església de Sant Julià de Coaner és particularment interessant des del punt de vista arqueològic, i és objecta d'atenció per part d'aquest col·lectiu.

## Notícies històriques
L'església se sap fou consagrada l'any 1024 pel bisbe Ermengol d'Urgell. L'edifici ha estat restaurat dues vegades: una el segle xvi, amb la data de 1573 en el portal de l'església, i l'altra restauració en el segle xx per la diputació de Barcelona. Malgrat les restauracions, l'edifici sempre ha conservat la seva estructura primitiva. Alguns autors (com J.M. de Mas i Casas) manifesten que l'església, al peu de la torre, era una mesquita.
De planta basilical, gairebé quadrada, les naus estan separades per tres arcs que descansen sobre pilars cruciformes. Tant l'absis, amb finestres cegues, com les dues absidioles i els murs exteriors amb bandes llombardes. El campanar de torre quadrada, de dos pisos i amb finestres geminades, descansa sobre l'encinglerada façana oest. Al sud hi ha una porta d'època més moderna. Al costat hi ha una torre, resta d'un antic castell.